# 御油宿
御油宿（ごゆしゅく、ごゆじゅく）は、東海道五十三次の35番目の宿場である。現在の愛知県豊川市御油町に所在する。街道の面影を残す松並木（御油の松並木）が美しいことから観光地になっている。
また、御油宿より東に追分があり、姫街道の西の起点となっている。姫街道は、「女改め」の厳しい新居宿を避けるために、お姫様などは東海道より浜名湖北の姫街道を通ることも多かったと言う。

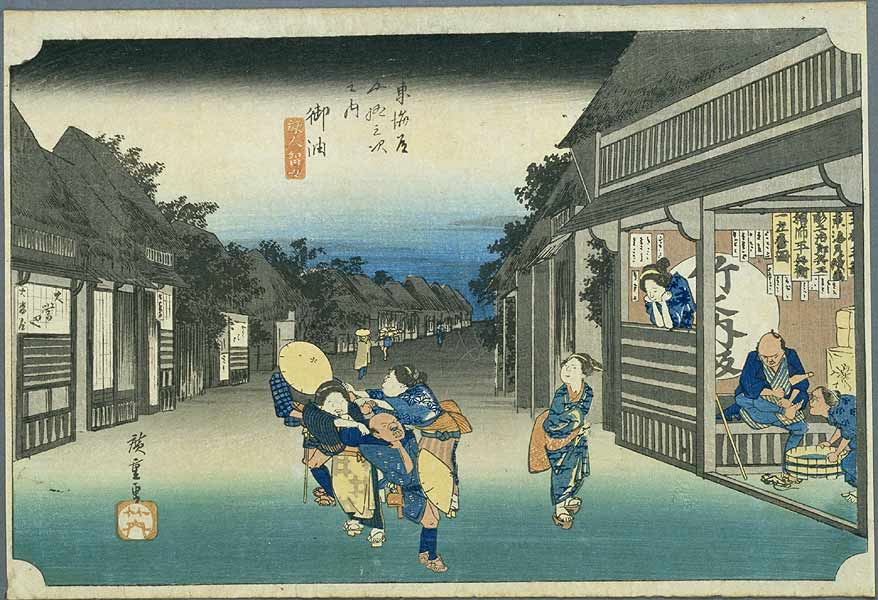
歌川広重『東海道五十三次・御油』。「留め女」と呼ばれる旅籠の女が旅人らを無理矢理引きずり込もうとしているさまを描く

## 歴史

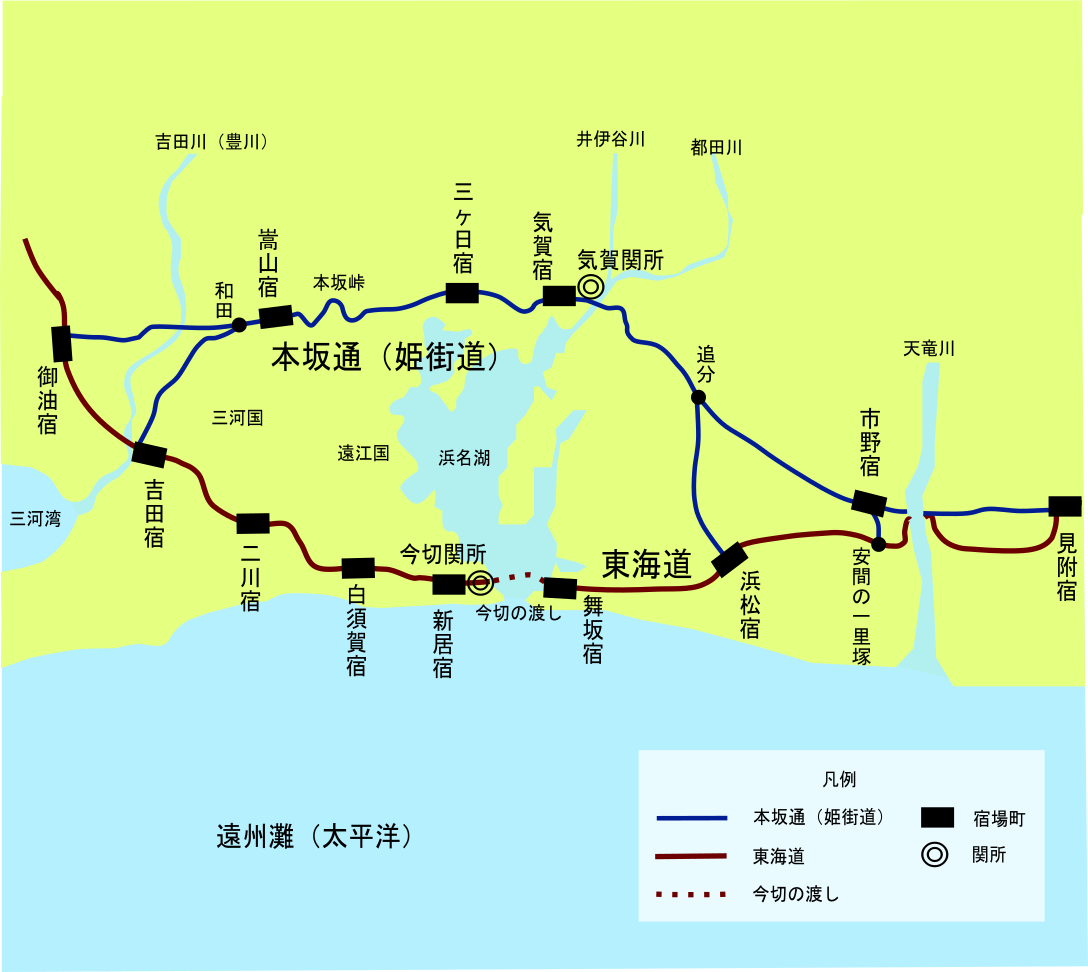
新居関所と浜名湖周辺の東海道

1601年に徳川家康が江戸日本橋から数えて35番目の宿駅として開設。本陣が最多時4軒。最少時2軒。
江戸風俗史にある尻尾の短い猫は御油猫と呼ばれ流行したが、御油から持ち込まれ、御油・赤坂の宿場駅間の短さを尻尾に例えて呼ばれた。
明治維新後、宝飯郡役所が置かれ、郡の中心になったが、官営鉄道（東海道本線）の経由地に選ばれなかったため、鉄道開通後は鉄道が通じた御津や蒲郡に繁栄を奪われた。これに関して、宿場が鉄道を忌避した（鉄道忌避伝説）という俗説があるが、反対運動があったという史料が発見されておらず、その上当時の鉄道局技師の書状に「赤坂・藤川間は其地勢狭隘且つ急勾配を付せざれば容易に線路敷設難相成（あいなりがたく）」という記述もあり、御油経由では16‰の勾配を避けられないのに対し、蒲郡経由ならば10‰の勾配で済むことがルート選定の理由であったとされる。その後、愛知電気鉄道（現・名鉄名古屋本線）開業時に本御油駅（現・御油駅）が開設されたが、速達列車が停車しなかったため、維新前の繁栄は戻せず、郡役所、警察署等が御油から移転した国府に拠点性も奪われた。
1959年には、宝飯郡御油町は豊川市と合併した。

## 観光施設・見どころ

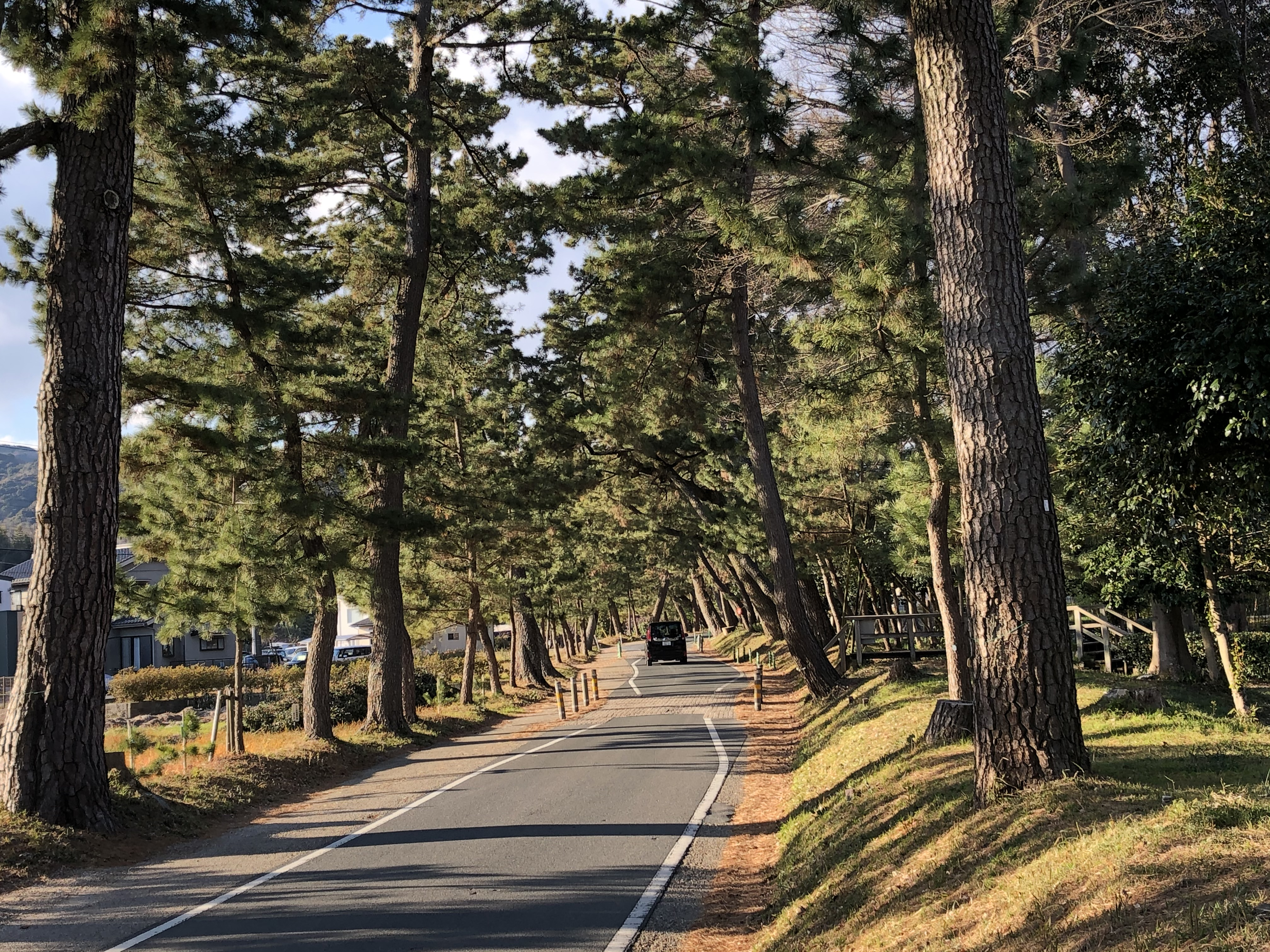
御油の松並木

- 御油の追分（本坂通（姫街道）との分岐点）
- ベルツ花夫人ゆかりの地
- 高札場跡
- 問屋場跡
- 御油の松並木資料館
- 本陣跡
- 御油の松並木（国の天然記念物）

## 隣の宿
東海道
吉田宿 - 御油宿 - 赤坂宿
本坂通（姫街道）
嵩山宿 - 御油宿